# ドクヤマドリ
ドクヤマドリ（毒山鳥、学名: Sutorius venenatus）はイグチ目イグチ科ウラグロニガイグチ属（Sutorius）の中型から大型の菌根性のキノコ（菌類）である。傘はビロード状、柄は黄褐色で赤褐色の染みがある。
現在のところは東アジアでのみ確認されている。しっかりした肉質を持つ非常に重いキノコで、自重で倒れているものも散見される。典型的なイグチ型のキノコで食用菌のように思えるが、強力な消化器系の毒を持ち、下痢、腹痛などの激しい中毒症状に見舞われる。過去、日本においてはイグチ型のキノコに毒キノコは存在しないとも言われていたが、このキノコの報告によって覆された。

## 名称
和名「ドクヤマドリ」の由来は、野鳥のヤマドリ（山鳥）の羽の色に似ていて、有毒のキノコであるところから名付けられている。
かつての日本では毒のイグチは知られていなかったが、長野県ではタヘイイグチとして昔から知られていた。この名は太平という者がこのキノコを食べて亡くなったというところから来ている。
1995年に長澤栄史により命名・発表され、ヤマドリタケ属として Boletus venenatus の学名が与えられていたが、2015年に中国科学院昆明植物研究所の研究者 Wu Gang と楊祝良（Yang Zhuliang）により Neoboletus 属に編入され、翌2016年には左記の2名によりさらに別属であるウラグロニガイグチ属（Sutorius）に編入し直された。この属は、2012年にウラグロニガイグチ（Sutorius eximius）をタイプ種として新設されたものである。

## 特徴
日本および中国に分布する。外生菌根菌（菌根生）。盛夏から秋にかけて、主にエゾマツやシラビソ、コメツガ、トドマツ、トウヒなどの亜高山帯針葉樹林の地上に発生し、単生または群生する。特に富士山のシラビソ林に多く発生する。
傘の傘径は10 - 20センチメートル (cm) で、初め半球形から後に平らなまんじゅう形になる。表面はぬめりがない淡黄褐色から薄茶褐色のビロード状、のちにわずかにフェルト状になり、成熟すると湿時に多少粘性を持つ。
柄の長さは8 - 20 cmで白色から淡黄褐色、表面にふつう網目模様はなく、成長すると赤褐色のしみが上部にできる。中実で、上下ほぼ同じ太さか、中央がやや膨らむ。柄の根本は黄色の菌糸で覆われている。
傘の裏側はスポンジ状の管孔で、柄にほぼ離生し、微小で初め淡黄色、胞子が成熟すると黄褐色になる。孔口は管孔と同色であるが、傷つけるとゆっくりと青変し、黄褐色から褐色のしみとなる。
肉は厚くしっかりしており、淡黄色で、傘と柄の上部では傷つけるとゆっくりと青変し、のちに褐色になる。独特の臭気がある。

## 毒性
毒成分には、タンパク質のボレベニン類、イソレクチン類が含まれ、マウスに対する致死性が確認されている。
中毒症状は、少量食べただけでも4 - 5時間ほどで下痢、腹痛、嘔吐などの胃腸系の中毒を起こし、腎臓に障害を起こすこともあると言われる。このキノコを茹でこぼせば食べられるといわれるが、素人は手を出さない方がよいともいわれている。
イグチ科のキノコに毒キノコはないといわれてきたが、イグチの仲間のキノコを食べて中毒を起こした事例が報告されるようになった。2004年9月に長野県で採取したキノコを網焼きにして食べたところ、1時間ほどで嘔吐、腹痛、下痢の症状が現れて入院した患者がでて、保健所の調べでドクヤマドリを食べたことが原因だったことが判明している。

## 類似の食用キノコ

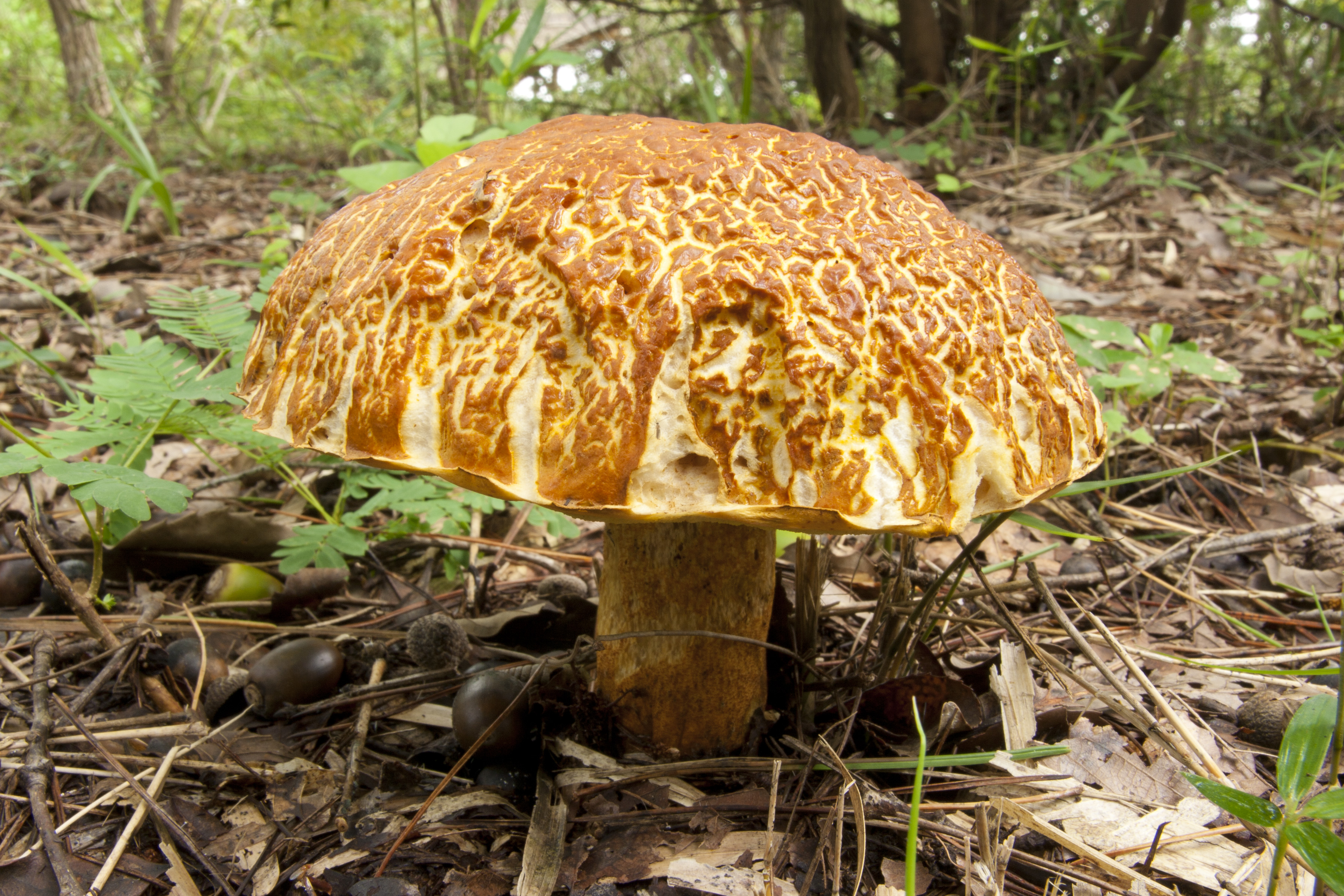
雰囲気がよく似ているアカヤマドリ。

- ヤマドリタケ（Boletus edulis） - ドクヤマドリによく似た食用キノコ。傘にぬめりがあり、柄の上部に明瞭な網目があるが、ドクヤマドリには編目がない[9]。
- ヤマドリタケモドキ（Boletus reticulatus） - ドクヤマドリに雰囲気が似ていて間違えられやすい食用キノコ[11]。
- ススケヤマドリタケ
- ムラサキヤマドリタケ（Boletus violaceofuscus） - 梅雨期と初秋に生えるキノコで、傘は紫色で淡色の斑模様があり、柄に白い網目模様がある[14]。
- アカヤマドリ（Rugiboletus extremiorientalis） - 雰囲気が似ているが傘が赤い。
- アカジコウ（Boletus speciosus） - アカヤマドリと同様。網目が柄全体に見られ、傘の表面は微細毛に被われる[15]。

## 類似の毒キノコ
- ウツロイイグチ（Xanthoconium affine） - 傘はフェルト状の褐色で、柄は褐色に白色の縦筋状の模様がある。牛が食べて死んだ事例がある[16]。